# Wytańczyć marzenia
Wytańczyć marzenia (ang. Take the Lead) – amerykański film oparty na faktach z życia Pierre'a Dulaine'a, nauczyciela tańca, który będzie miał trudne zadanie.

## Opis fabuły
W szkole jest grupa uczniów, tzw. trudna młodzież ze slamsów. Za złe postępowanie – narkotyki, kradzieże, rozboje, wagary, ściąganie itp. zostają po lekcjach w kozie. Wszyscy doskonale umieją tańczyć w stylu hip-hop. W szkole tej dochodziło do walk gangów, morderstw, pobić. Zdarzyła się sytuacja, w której brat Rocka zamordował brata LaRhette, w wyniku czego tych dwoje młodych ludzi nienawidzi się. Oboje chodzą do tej samej kozy. Nagle pojawia się Pierre Dulaine, nauczyciel tańca towarzyskiego, który oferuje pomoc uczniom w postaci nauki tańców standardowych. Dyrektor szkoły wyraża zgodę, więc Pierre od razu bierze się do pracy. Mimo że na początku trudno jest zachęcić młodzież do tego typu tańca, Pierre'owi udaje się to do tego stopnia, że po wielu dniach ćwiczeń startują oni w turnieju, który połączył LaRhette i Rocka. Uczniowie muszą pokonywać wiele trudności i problemów rodzinnych, ale w końcu udaje im się znaleźć cel życia.

## Obsada
- Pierre Dulaine – Antonio Banderas
- Rock – Rob Brown
- LaRhette – Yaya DaCosta
- Augistine James (dyrektor szkoły) – Alfre Woodard
- Kurd- Jonathan Malen
- Egypt – Jasika Nicole
- Big Girl – Schawand McKenzie
- Ramos – Danté Basco
- Danjou – Elijah Kelley
- Sasha – Jenna Dewan
- Eddie – Marcus T.Paulk
- Tina - Laura Benanti
- Monster – Brandon D. Andrews
- Caitlin – Lauren Collins
- Joe Temple - John Ortiz
- Morgan – Katya Virshilas